# Аарон Буркхард
Аарон Буркхард (англ. Aaron Burckhard) — другий, після Боба Макфеддена, барабанщик гурту Курта Кобейна, який надалі став відомий як Nirvana.

## Біографія
Буркхард грав у гурті до грудня 1987 року. До того моменту коли Nirvana робили їх перше демо в Сіетлі, Буркхарда вже не було в гурті (його замінив Дейл Кровер з гурту Melvins). Кобейна не влаштовував Буркхард, оскільки він вважав, що Аарон не ставиться до гурту так серйозно як хотів Курт. Почути гру Аарона можна на першому диску збірки With The Lights Out. Він грав на першому живому виступі гурту 1987 року в Реймонді. Також він грав з гуртом на радіо KAOS 17 квітня 1987 року. 2005 року записав альбом з гуртом Attica.